# Jagvir Singh
Jagvir Singh Sidhu (født 4. januar 2001) er en indisk-dansk fodboldspiller, der spiller for Hvidovre IF.

## Karriere

### Tidlig karriere
Singh blev født i Greve Strand og begyndte med at spille fodbold i ungdomsakademiet i Brøndby, en klub hans forældre støttede. På U15-niveau sluttede han sig til Lyngby Boldklub, hvor han spillede i et år, inden han flyttede til ungdomsafdelingen i HIK.
Singh fik sin senior debut den 3. august 2019 i en tredje-tier 2. Division-kamp mod Avarta. Han fik i alt fem samlede optrædener for klubben, heraf en i den danske cup.

### Brøndby
Den 1. september 2019 skiftede Singh til Brøndby IF-akademiet, hvor han blev inkluderet i deres U19-hold. Singh blev inkluderet i det nyetablerede U20 -hold i maj 2020, som blev annonceret af fodbolddirektør Carsten V. Jensen. Han modtog en etårig kontraktforlængelse som en del af det nye team sammen med kollegaer under 19 år, Jacob Rasmussen, Emil Staugaard og Andreas Pyndt.
Den 20. december 2020 blev Singh for første gang udtaget til Brøndbys førsteholds kamptrup i deres Superliga- uafgjort mod Horsens, men måtte se hele kampen fra bænken af i 1-2 sejren Han ville for det meste optræde i U19-ligaen den sæson og fik 15 optrædener hvor han scorede 12 mål.
Singh fik sin professionelle debut den 25. juli 2021, da han kom ind i stedet for Mikael Uhre i det 83. minut af en 1-1 uafgjort i en Superliga kamp mod Viborg FF.